# Providence (Utah)
Providence je město v okresu Cache County ve státě Utah ve Spojených státech amerických. K roku 2010 zde žilo 7 075 obyvatel. S celkovou rozlohou 7,3 km² byla hustota zalidnění 598,1 obyvatel na km².